# Gil Joseph Wolman
Pour les articles homonymes, voir Wolman.
Gil Joseph Wolman, couramment désigné sous la forme Gil J Wolman, est un cinéaste, plasticien, poète et écrivain français né à Paris le 7 septembre 1929 et mort à Neuilly-sur-Seine le 3 juillet 1995.
Il est l'un des quatre fondateurs de l'Internationale lettriste.

## Parcours
Né d'une famille juive dont le père est mort en déportation, le jeune Joseph Wolman est envoyé durant la guerre se cacher dans les Pyrénées où il côtoie les résistants locaux. À l'issue de la guerre, il remonte à Paris où il travaille un temps à Combat dans un emploi subalterne qui lui permet toutefois, grâce aux rencontres qu'il y fait, de participer aux soirées organisées par Aragon et le C.N.É. Il fait la connaissance notamment de Jean-Louis Brau en 1949, puis, sous le nom désormais de Gil J Wolman, rallie Isidore Isou et le Lettrisme dès 1950 où ils contribuent alors, avec entre autres François Dufrêne, Maurice Lemaître et Gabriel Pomerand, à un nouvel élan créatif et théorique dans la poésie. En 1951, il écrit et réalise son film scandale L'Anticoncept  projeté pour la première fois le 11 février 1952 au ciné-club « Avant-Garde 52 » sur un ballon-sonde et, par décision de la Censure du 2 avril 1952, resté interdit depuis lors. Le 17 juin suivant, il participe à la réalisation de la bande-son du film de Guy-Ernest Debord Hurlements en faveur de Sade, qui s'ouvre sur une improvisation lettriste de Wolman, en solo, précédant les deux premières répliques qui constituent seules le générique.

### Mégapneumes
Il est l'inventeur en 1950 des « mégapneumes ». Les mégapneumes se veulent le pas au-delà de la poésie lettriste : quand celle-ci est fondée sur la lettre, Wolman y substitue le souffle, exprimé aux moyens de diverses cadences respiratoires, créant ainsi une forme de poésie lettriste ciselante, c'est-à-dire déconstruite, puisque les phonèmes sont désormais inexistants.

### Internationale Lettriste
En 1952, il crée avec Guy Debord, Serge Berna et Jean-Louis Brau l’Internationale lettriste, une tendance radicale du mouvement lettriste qui fera rapidement sécession. C'est durant cette période que Wolman écrit avec Debord le texte Mode d'emploi du détournement publié en 1956 dans la revue belge Les Lèvres Nues. Ce texte théorique, qui anticipe le cut-up créé par William S. Burroughs, prône la réutilisation d'éléments préexistants issus généralement de livres ou de journaux (fragments de textes, photographies…) pour les recomposer à des fins de propagande subversive. Il publiera notamment, la même année, J'écris propre, récit détourné composé de fragments de textes découpés dans divers romans, qui préfigure son art scotch.
Bien qu'ayant été délégué de l'I.L., porteur de l'intervention rédigée par Debord alors retenu à Paris par les autorités militaires, lors du Congrès d'Alba (Italie) du 2 au 9 septembre 1956, préparatoire à la création de la future Internationale Situationniste, il est exclu début 1957 quelques mois avant cette constitution qui se réalisera à la conférence de Cosio d'Arroscia les 27-28 juillet 1957. La réponse qu'il adresse à Guy Debord à cette annonce, « L'un n'exclut pas l'autre », est toute dans l'esprit du personnage.

### Après l'I.L.
En aout 1959, il retrouve Serge Berna et Jean-Louis Brau pour une exposition au Salon des Arts de La Garde-Freinet (Var) intitulée Nouvelle école de Paris : Brau, Berna, Wolman. Après une nouvelle période lettriste où il crée des œuvres hypergraphiques remarquables basées sur un principe d'écritures gestuelles évoquant les graffitis, il invente en 1963 l'art scotch, procédé qui consiste à arracher des bandes d'imprimés, à l'aide d'un ruban adhésif repositionné sur des toiles ou du bois, technique qu'il poursuivra jusqu'en 1976, développant alors son œuvre personnelle. Il quitte de nouveau le groupe lettriste en 1964, lors de l'exposition Lettrisme et Hypergraphie à la galerie Staedler, Paris.
Il participe dans les années 1970 au collectif d’artistes « Jacob ou la persuasion ».
En 1977-78, il crée le mouvement séparatiste. Puis viendront Dühring Dühring, les Décompositions et enfin la Peinture dépeinte.

## Hommages
Les mots sont des armes. Hommage à Gil J Wolman (1970), collage de Roger Langlais appartenant à une suite de 25 détournements réunis sous le titre Triomphe de la marchandise et exposés à la Galerie du Ranelagh à Paris en 1975.
En 1998, la revue « Poézi Prolétèr », dirigée par Katalin Molnar et Christophe Tarkos, publie en hommage dans son numéro 2, une série de ses textes regroupés sous le titre Introduction du mot.
Ancien lettriste à peine connu et toujours signalé à tort dans l'ombre de Guy Debord, Gil J. Wolman est pourtant, avec Robert Filliou, l'un des artistes qui a aujourd'hui un réel impact chez les jeunes poètes et artistes. Ne dit-il pas, à l'instar du « génie sans talent » de Filliou, « Le génie c'est ce que nous avons tous quand nous refusons de faire mieux pour faire autre chose. Quand nous refusons seulement d'avoir du talent » (1964).
En 2010, le MACBA (Barcelone) montre pour la première fois à l'étranger l'œuvre de Gil Wolman : rétrospective Gil J Wolman, I am immortal and alive (de juin 2010 à janvier 2011, curateurs Frédéric Acquaviva et Bartomeu Mari), puis le Musée Serralvès à Porto (de janvier à mai 2011) et le Centre Pompidou à Paris du 10 juillet au 5 octobre 2015, lui consacrent une exposition, tandis qu'à lieu à La Plaque Tournante à Berlin la première exposition personnelle de Wolman (curateur : Frédéric Acquaviva), du 19 septembre au 13 novembre 2015.
En mai-juin 2023, il fait l'objet d'une exposition à la galerie parisienne Loeve&Co : ''Guy-Ernest Debord & Gil Joseph Wolman - L’un n’exclut pas l’autre,'' qui, comme son titre l'indique, se propose d'explorer les relations entre les deux créateurs, autrefois complices.

## Publications
- L'homme séparé par Wolman, galerie Nane Stern, Paris, 1979.
- Duhring Durhing, Éditions Inconnues[11], Paris, 1979.
- De quelques-uns des portraits de poches réalisés par Wolman en 1974 entre le 26 janvier et le 3 févier, Éditions Inconnues, Paris, 1980.
- Wolman's readers, Éditions Inconnues, Paris, 1981.
- Wolman résumé des chapitres précédents, galerie Spiess, Paris, 1981.
- De la vidéo, Éditions Inconnues, Paris, 1982.
- Vivre et mourir, galeries Spiess et Nane Stern, Paris, 1984.
- Fin de communication, galerie Spiess, Paris, 1985.
- Les Entrepôts d'Ivry, Éditions Inconnues, Paris, 1986.
- Le Sens perdu de l'interruption, Éditions Inconnues, Paris, 1987.
- Haute vie, Éditions Inconnues, Paris, 1987.
- Le livre des mots : Commencement, livre premier ; Nom, livre deuxième ; Homme, livre troisième ; Désert, livre quatrième ; Paroles, livre cinquième, Éditions Inconnues, Paris, 1987.
- Je suis la proie des mots les mots m'écrivent, Éditions Inconnues, Paris, 1988.
- Le Passage, Éditions Inconnues, Paris, 1989.
- Peinture dépeinte, le sens perdu de l'interruption, Éditions Inconnues, Paris, 1991.
- Le Petit Livre blanc de la peinture - souvenir, une peinture de tradition orale, Éditions Inconnues, Paris, sans date.
- Appel à témoin, pour une peinture de tradition orale, Éditions Inconnues, Paris, 1991.
- Des mots rayés nuls, galerie Weiller, Paris, 1993.
- De l'Anticoncept à l'anticoncept, précédé d'un résumé des chapitres précédents, Éditions Inconnues, Paris, 1994.
- L'Anticoncept, Allia, Paris, 1995, 72 p.
- Les Inhumations, suivi de Peinture dépeinte, Allia, Paris, 1995, 240 p.
- Défense de mourir, Allia, Paris, 2001, 400 p.
- Vivre loin, roman photo détourné, galerie Loeve&Co, Paris, 2023, non paginé (56 p.), tirage limité à 100 exemplaires.